# Доісторична Індонезія

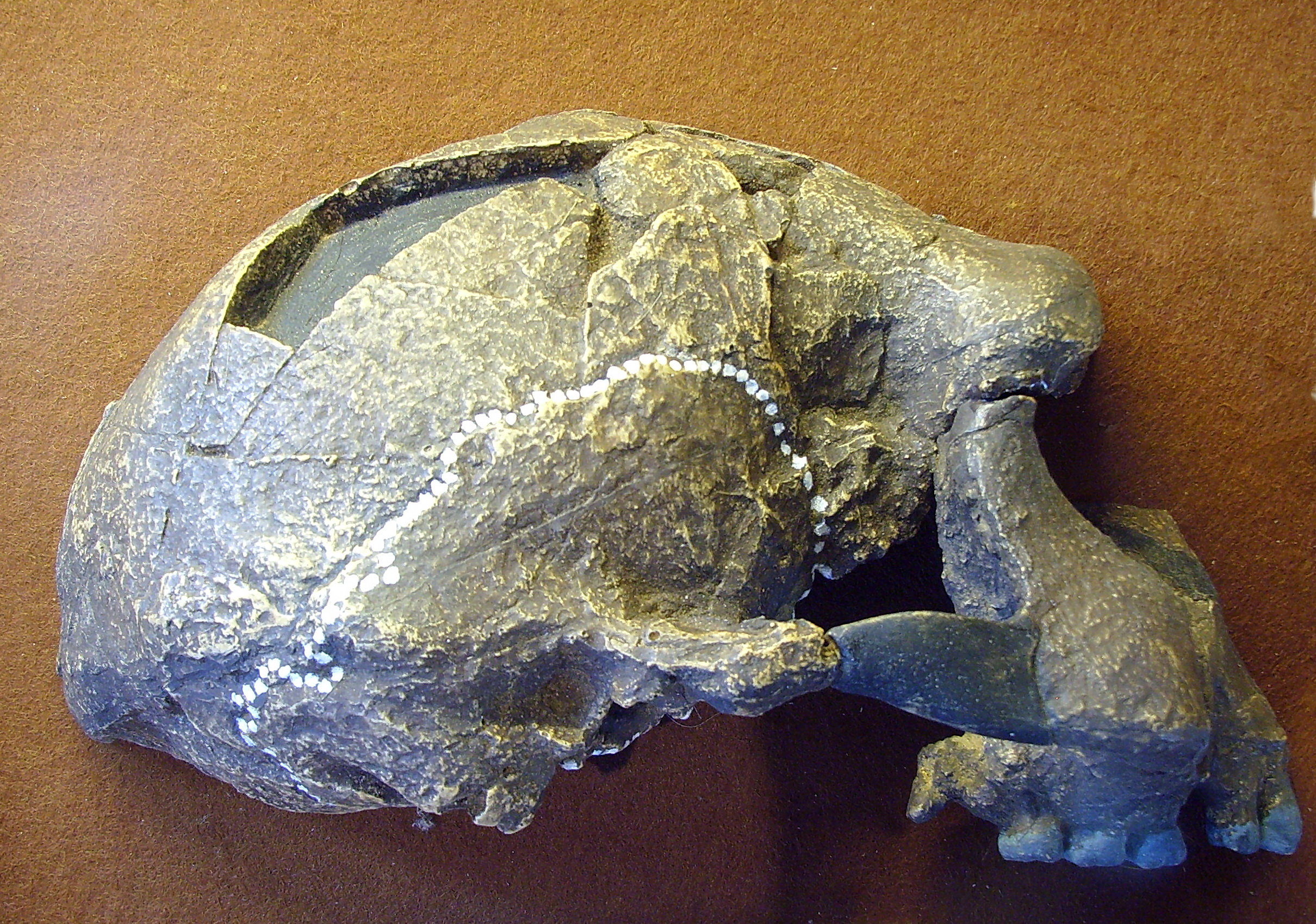
Копія черепа яванської людини, виявленого в Сангірані, Центральна Ява.

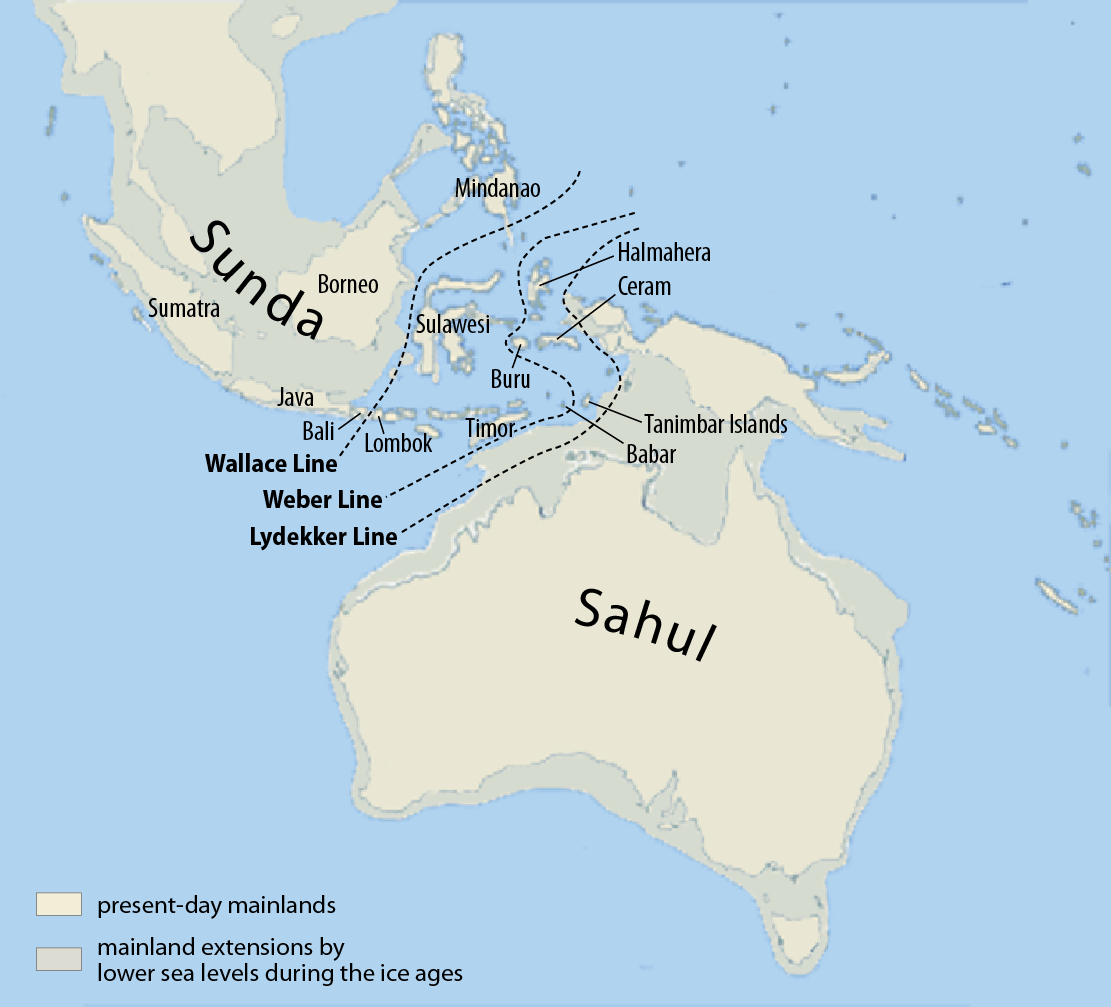
Територія протоматерика Сахул під час останнього льодовикового максимуму, коли рівень моря був на 150 метрів нижчий за сучасний. Незважаючи на це, перед мігрантами навіть у той час була наявна значна водна перешкода.

Доісторичний період Індонезії охоплює час від появи перших гомінід до виникнення перших буддійських королівств, яке відбулося близько 200 року до н. е.

## Перші гомініди
В період плейстоцену територія західних островів сучасної Індонезії (нині Зондський шельф) тривалий час була з'єднана з азійським материком, оскільки рівень моря у добу останнього льодовикового максимуму був набагато нижчим за сучасний. Індонезійський архіпелаг утворився в результаті відлиги після закінчення останнього зледеніння.
Скам'янілі рештки різновиду Homo erectus, відомі в популярній літературі як «яванська людина», свідчать, що перші гомініди з'явилися в Індонезії в період 1 млн. — 500 тис. років тому.

## Середній палеоліт
Декілька років тому на острові Флорес були відкриті кісткові рештки, що отримали назву «флореська людина» (Homo floresiensis). Це був мініатюрний гомінід висотою не більше метра. До теперішнього часу залишається відкритим питання, чи є флореська людина окремим видом, чи просто карликовим варіантом яванської людини, з якою він співіснував, допоки обидва не зникли близько 10000 років тому. Флореська людина могла виготовляти доволі складні знаряддя. Вона не була предком сучасної людини.

## Верхній палеоліт
Homo sapiens прибув до Південно-Східної Азії близько 45000 років тому. Імовірно, на території Індонезії він певний час співіснував з флореською людиною. Первісно Індонезію заселяли носії австралоїдної раси, однак близько 2000 року до н. е. вони були поглинуті більш чисельними монголоїдними племенами — носіями австронезійських мов. Австралоїдне населення — папуаси — збереглося лише на території Західного Іріану, який донедавна розвивався у культурному відриві від індонезійського архіпелагу.

## Бронзова доба
Носії автронезійських мов складають більшість сучасного населення Індонезії. Імовірно, вони прибули на архіпелаг з Індокитаю близько 2000 року до н. е. Культура Донг-Шон прийшла до Індонезії з Індокитаю і принесла з собою обряди і технології заливних полів, ритуальних поховань буйвола, лиття бронзи, мегалітичних поховань, а також методи виготовлення ікату — традиційної індонезійської тканини. Деякі з цих практик збереглися у майже не зміненому виді у низці регіонів Індонезії, в тому числі серед батаків на Суматрі, тораджів на Сулавесі, і на декількох з Малих Зондських островів. Ранні австронезійці були анімістами, вони шанували духів померлих, які ніби були присутніми незримо у світі живих.
Ідеальні умови для ведення сільського господарства і освоєння технології заливних полів не пізніше XVIII століття до н. е. сприяли виникненню сіл і міст. Надалі виникали невеликі царства, розквіт яких припав на I століття до н. е. Ці царства, що часто являли собою не більше ніж союз декількох сіл, розвивались, зберігаючи власні племінні релігії.
Спекотна і рівномірна температура Яви, рясні дощі і багаті вулканічним попелом ґрунти сприяли культивації рису. Інтенсивне сільське господарство, засноване на заливних полях, вимагало гарної соціальної організації на відміну від тих регіонів, де використовувався сухий (не заливний) метод культивації злаків.